# Мамаев, Олег Алексеевич
Олег Алексеевич Мамаев (родился 3 августа 1962) — полковник ВС РФ, преподаватель Омского автобронетанкового инженерного института в 1994—2011 годах, начальник института с мая 2007 по август 2010 года; действующий директор Сибирского казачьего института технологий и управления (филиал Московского государственного университета технологий и управления) с 2016 года; кандидат технических наук (2000 год).

## Биография
Окончил 10 классов средней школы в 1979 году, поступил в Омское высшее танковое инженерное училище, окончил его в 1984 году по специальности «Гусеничные и танковые машины». Службу проходил в 1984—1989 годах в ГСВГ.
В 1992 году поступил в Краснознаменную академию бронетанковых войск имени Маршала Советского Союза Р.Я. Малиновского, окончил в 1994 году по специальности «инженер-экономист». Преподавал в Омском танковом инженерном институте с 1994 по 2011 годы, в 2007—2010 годах был его начальником. Полковник ВС РФ.
В апреле 2011 года был назначен председателем регионального отделения ДОСААФ России по Омской области, в 2015 году назначен заместителем директора по воспитательной работе и взаимодействию с казачеством при Сибирском казачьем института технологий и управления (филиала МГУТУ имени К.Г.Разумовского). С 2016 года — директор Сибирского казачьего института технологий и управления.
Отмечен общественными наградами. По собственным словам, членом казачьего движения стал в 2011 году, когда приступил к работе в ДОСААФ, имеет звание казачьего полковника.